# Maroko na Letních olympijských hrách 1984
Maroko na Letních olympijských hrách v roce 1984 v americkém Los Angeles reprezentovala výprava 34 sportovců (33 mužů a 1 žena) soutěžících v 6 sportech.

## Medailisté
| Medaile | Jméno               | Sport    | Soutěž                  |
| ------- | ------------------- | -------- | ----------------------- |
| Zlato   | Saïd Aouita         | Atletika | Muži běh na 5 000 m     |
| Zlato   | Nawal El Moutawakel | Atletika | Ženy 400 metrů překážek |